# Bockstallsee

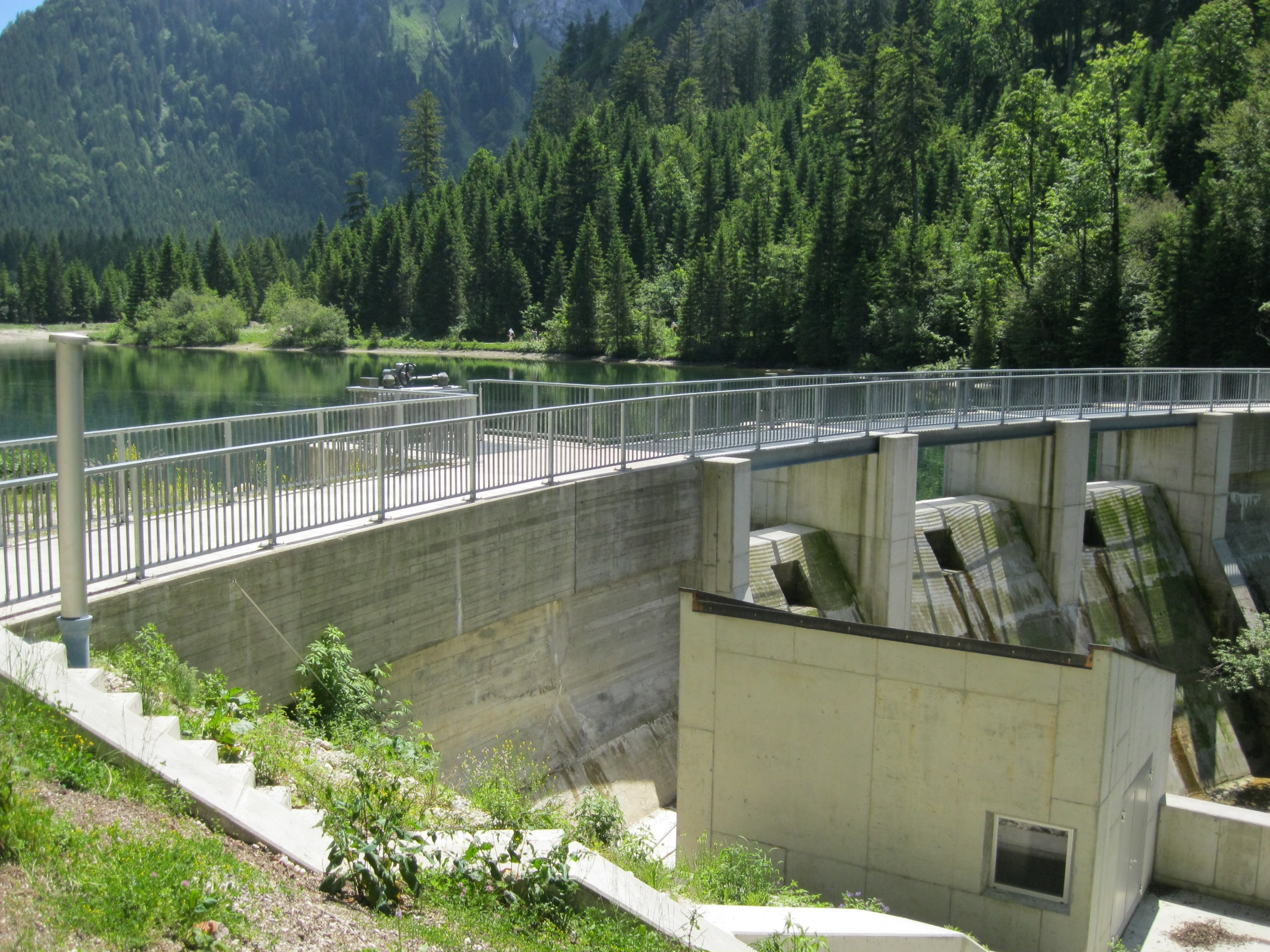
Die Staumauer des Bockstallsees

Der Bockstallsee ist ein Stausee in den Ammergauer Alpen.

## Lage
Der Bockstallsee liegt in etwa 1120 m ü. NHN Höhe, im bayerischen Teil der Ammergauer Alpen im Gebiet des Landkreises Ostallgäu. Unmittelbar südlich des Sees befinden sich die Almwiesen des Wankerflecks. Ansonsten ist der See von dichten Wäldern umgeben. Direkt über dem See erhebt sich der markante Geiselstein. Aufgrund seiner isolierten Lage im Naturschutzgebiet Ammergauer Alpen ist der See nur über Forstwege, welche für den allgemeinen Kfz-Verkehr gesperrt sind, zu erreichen.

## Name
In der amtlichen topographischen Karte des bayerischen Landesamtes für Vermessung und Geoinformation wird der See ohne Name geführt. In anderen Karten und im Internetauftritt der zuständigen Gemeinde Halblech wird der See jedoch als Bockstallsee bezeichnet.

## Geschichte
Zum Schutze vor Hochwasser wurden in den 1960er Jahren an den Oberläufen des Halblech diverse Stauseen und Sperren geplant. Diesen Baumaßnahmen verdankt der Bockstallsee seine Entstehung.